# John Jacobsen
John Jacobsen (* 12. August 1964 in Tønder, Dänemark) ist ein ehemaliger dänischer Handballspieler, der für die dänische Nationalmannschaft auflief.

## Karriere

### Im Verein
Jacobsen begann das Handballspielen beim SV Tingleff. Später wechselte der über 2 Meter große Rückraumspieler zum Ribe HK, bei dem er sich unter dem Trainer Anders Dahl-Nielsen zum Stammspieler entwickelte. In der Saison 1990/91 wurde er mit 150 Treffern Torschützenkönig der höchsten dänischen Spielklasse. Nachdem Jacobsen drei Jahre für Ribe HK aufgelaufen war, schloss er sich im Jahr 1991 dem Ligakonkurrenten KIF Kolding an. Mit Kolding stand er im Halbfinale des Europapokals der Landesmeister 1991/92. Im Jahr 1992 wechselte er zum Fredericia Håndboldklub.
Jacobsen stand in der Saison 1993/94 beim deutschen Bundesligisten SG Flensburg-Handewitt unter Vertrag, bei der er zusätzlich für die 2. Männermannschaft auflief. Anschließend schloss er sich dem Ligakonkurrenten VfL Bad Schwartau an. Später kehrte er nach Dänemark zurück und lief dort für einen Erstligaaufsteiger aus Nyborg auf. Nachdem er anschließend für einen Verein aus Odense gespielt hatte, beendete er im Jahr 2001 aufgrund von Schulterproblemen seine Karriere. Später lief er nochmals für die Altherrenmannschaft von IF Stjernen auf.

### In der Nationalmannschaft
Jacobsen gab am 2. Mai 1989 gegen die japanische Auswahl sein Länderspieldebüt für die dänische Nationalmannschaft. Mit Dänemark belegte er den fünften Platz beim World Cup 1992. Jacobsen absolvierte insgesamt 68 Länderspiele, in denen er 194 Treffer erzielte.